# Билинский, Иван Фёдорович
Ива́н Фёдорович Били́нский (26 июня (8 июля) 1861 — 6 августа 1920) — русский офицер, полковник (1913), участник похода в Китай, русско-японской, Первой мировой и гражданской войн. Генерал-хорунжий армии УНР (1919).

## Биография
Из дворян Херсонской губернии. Православного вероисповедания. Общее образование — домашнее (не имел Свидетельства о среднем образовании).

### Военная служба
В службу вступил 15 февраля 1879 года в Одессе, в 13-й стрелковый батальон, вольноопределяющимся 3-го разряда, выдержав испытание по наукам, и в сентябре того же года был командирован на учёбу в Одесское пехотное юнкерское училище, — зачислен в приготовительный класс училища. В следующем году был перечислен в младший класс, и в августе 1881 года — в старший (выпускной) класс училища. В декабре 1881 года произведен в унтер-офицеры, в апреле 1882 года — в старшие унтер-офицеры. По окончании курса наук (по 2-му разряду), в августе 1882 года переименован в подпрапорщики и возвращён на службу в свой батальон, расквартированный в Одессе.
3 марта 1883 года был произведен в первый офицерский чин прапорщика, затем в сентябре 1884 года — в подпоручики В августе 1888 года произведен в поручики, в феврале 1890 года — в штабс-капитаны.
С 1888 года командовал ротой (в декабре 1888 года 13-й стрелковый батальон был переформирован в 13-й стрелковый полк). Неоднократно избирался членом полкового суда и суда общества офицеров.
В мае 1896 года был произведен в капитаны.
Во второй половине 1900 года в составе своего полка, переброшенного морем из Одессы в Порт-Артур, участвовал в Китайской кампании. Полк принимал активное участие в боевых действиях под Инкоу, во взятии Айсязанской позиции, в боях у селения Шахе, во взятии Ляояна, в занятии Мукдена и императорских могил в Мукдене. В конце октября 1900 года полк прибыл в Порт-Артур и к концу декабря того же года был переправлен морем обратно в Одессу. За отличия в боях командир роты капитан Билинский был награждён орденом Святого Станислава 2-й степени с мечами.
С января по август 1901 года был прикомандирован к переменному составу Офицерской стрелковой школы, учебный курс которой окончил с оценкой «успешно».
Участник русско-японской войны. В сентябре 1904 года был назначен командиром 1-го батальона своего 13-го стрелкового полка, отмобилизованного и в составе своей 4-й стрелковой дивизии переброшенного по железным дорогам из Одессы в Маньчжурию, на театр военных действий, в состав действующей 3-й Маньчжурской армии. С января по апрель 1905 года командовал ротой, затем снова 1-м батальоном (однако полку принимать участие в сражениях не довелось). В феврале 1905 года был произведен в подполковники.
С ноября 1905 по февраль 1906 года  находился в Харбине, в прикомандировании к 28-му Восточно-Сибирскому стрелковому полку (на время его формирования). 
С октября 1906 по август 1909 года в составе своего 13-го стрелкового полка, возвращённого в Одессу и включённого затем в состав Экспедиционного отряда русских войск, принимал участие в международной миротворческой миссии на острове Крит. Командовал батальоном. В январе 1907 года был назначен председателем военно-отрядного суда русских войск на Крите.
В 1910—1914 годах служил в Одессе, в 13-м стрелковом полку. Командовал батальоном, назначался наблюдающим за полковыми командами, избирался председателем суда чести офицеров, уполномоченным пайщиком в экономическое общество офицеров Одесского военного округа, исполнял иные служебные обязанности. В апреле-мае 1912 года, в составе полковой депутации, был командирован в С.-Петербург для возложения венка и неугасаемой лампады на гробнице шефа полка генерал-фельдмаршала Великого князя Николая Николаевича. В конце мая того же года был командирован в Ялту, где был представлен Его Императорскому Величеству Государю Императору.
В октябре 1913 года был произведен в полковники.
На январь 1914 года — был женат по первому браку на дочери купца Шпренгера, девице Эмилии Генриховне, евангелическо-реформаторского вероисповедания, уроженке Херсонской губернии. Супруги имели дочь Веру, родившуюся 19.09.1890, и сыновей: Сергея (родился 02.10.1895), Николая (родился 18.01.1899) и Владимира (родился 21.10.1903). Дети — православного вероисповедания.
Участник Первой мировой войны. С первых дней войны 13-й стрелковый полк в составе своей 4-й стрелковой бригады (в составе войск 8-й армии Юго-Западного фронта), участвовал в военных действиях. Полковник Билинский — командир батальона, участник Галицийской битвы и последующих боёв на Юго-Западном фронте.
В июле 1915 года Иван Билинский был назначен командиром 418-го пехотного Александровского полка.
В январе 1917 года полковник Билинский назначен помощником начальника 37-й пехотной запасной бригады Румынского фронта, в мае 1917 года — назначен командующим той же 37-й пехотной запасной бригадой.

#### После Октябрьской революции
В 1918 году служил в украинской армии. С декабря 1918 года начальник 13-й пехотной дивизии войск Директории УНР. На 26.01.1919 — исполняющий должность командира 7-го Харьковского корпуса армии УНР, с 02.03.1919 — начальник Новоград-Волынской группы войск. Позже (до 18.03.1919) возглавлял Коростеньскую группу войск. Затем — комендант Новограда-Волынского. Был в чине генерал-хорунжего. В мае 1919 года — командир 1-го корпуса армии УНР.
Позже Иван Билинский — в составе ВСЮР, — начальник 13-го этапного участка войск Новороссийской области в Одессе (на 08.11.1919; на 18.12.1919). Затем снова в армии УНР.
С 21.03.1920 командовал запасной бригадой (позже — 6-я запасная бригада) армии УНР в Бресте. 18.05.1920 назначен командиром 7-й запасной бригады, которая должна была формироваться в Киеве. После отступления польских и украинских войск из Киева, 12.06.1920 оставил армию.
6 августа 1920 года расстрелян большевиками в Одессе.

## Награды
ордена:
- Святого Станислава 3-й степени (ВП от 02.02.1891), — …за отлично-усердную службу.
- Святого Станислава 2-й степени с мечами (ВП от 15.06.1901), — …за отличия в делах против китайцев.
- Святого Владимира 4-й степени (ВП от 29.06.1906), —  …за отлично-усердную службу и труды, понесенные во время военных действий.
- Святой Анны 2-й степени (31.10.1905; утв. ВП от 23.07.1907), —  …за отлично-усердную службу и труды, понесенные во время военных действий.
- Святой Анны 3-й степени (ВП от 18.11.1905[14])
  - бант к имеющемуся ордену Святого Владимира 4-й степени (22.09.1913), —  …за 25-летнюю в офицерских чинах беспорочную службу.
- Святого Владимира 3-й степени с мечами (ВП от 04.02.1916), —  …за отличия в делах против неприятеля.

медали:
- «В память царствования императора Александра III» (26.02.1896)
- «За поход в Китай» (серебряная, 1901)
- «В память русско-японской войны» (тёмно-бронзовая, 21.01.1906)
- «В память 300-летия царствования Дома Романовых» (21.02.1913)

Благоволение монарха:
- Высочайшее благоволение (06.03.1910; ВП от 25.04.1910), —  …за выдающуюся деятельность и особые труды, понесенные в составе оккупационного отряда на острове Крит.
- Высочайшее благоволение (01.01.1915; ВП от 11.02.1916), —  …за отлично-ревностную службу и особые труды, вызванные обстоятельствами текущей войны.

знаки отличия:
- Нагрудный серебряный знак Святой Нины (27.05.1902)
- Нагрудный знак за успешное окончание Офицерской стрелковой школы (1911)